# Nunca te supe cuidar
«Nunca te supe cuidar» es una canción grabada por el cantante y compositor mexicano Kevin Kaarl. La canción fue escrita por él mismo y producida por Kaarl además de Chris Coady. Se lanzó al mercado musical el 2 de septiembre de 2022. Se encuentra incluida como el cuarto track en su segundo álbum de estudio París, Texas.La canción obtuvo más de 3 millones de visualizaciones en YouTube.

## Video musical
No se lanzó ningún videoclip oficial para esta canción, sin embargo un vídeo con el audio fue publicado el 1 de septiembre de 2022 en el canal de Youtube de Kaarl y cuenta con más de 3 millones de reproducciones.

## Lista de canciones

### Descarga digital
| nunca te supe cuidar — Single |                        |                                |          |  |
| N.º                           | Título                 | Escritor(es)                   | Duración |  |
| 1.                            | «nunca te supe cuidar» | Kevin Eduardo Hernández Carlos | 4:52     |  |